# Сангушко, Барбара
Барбара Сангу́шко (1718 — 2 мая 1791) — поэтесса, переводчица, филантропка.

## Жизнеописание
Активная участница политической жизни Речи Посполитой. Во времена Барской конфедерации имела достаточно большое влияние на подготовку первых конфедераций на Литве. В 1769 под её патронатом создана Волынская конфедерация.
Третья жена князя Павла Кароля Сангушко (с 1739 года).
После смерти мужа жила в Варшаве во Дворце Белинских по ул. Крулевской, став тогда во главе так называемой «Милой троицы светских дам». Своей благотворительной деятельностью также отличались Кристина Белинская, Бона Свидзинская-Грановская и Марианна Свидзинская-Лянцкоронская. Их собрания, на которых обсуждались вопросы борьбы с пороками общества, посещал даже сам король Станислав Август и другие сливки общества. Кроме того Барбара Сангушко посвящала проблеме морали свои произведения и переводы из других авторов. Умерла в Варшаве в 1791 году. Похоронена рядом с мужем, в монастыре ордена Капуцинов в Люблине.

## Произведения
- [Sanguszkowa Barbara Urszula]. Uwagi pewney chwalebney matki, godney córce… na pożegnanie podane, drugi raz przedrukowane. Lwów 1760[3].